# Playa de las noventa millas

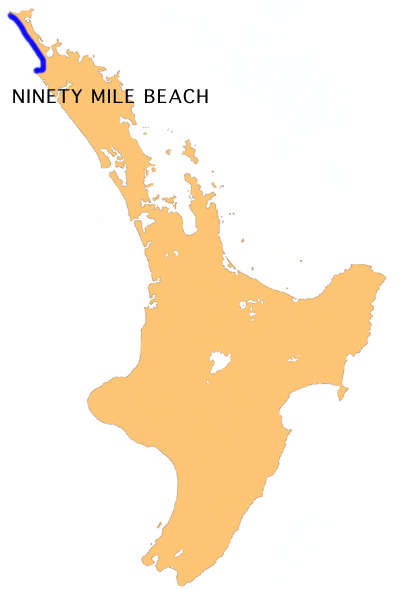
Localización de la Playa de las noventa millas en la Isla Norte de Nueva Zelanda.

La Playa de las noventa millas (Ninety Mile Beach, en inglés) es una concatenación de playas unidas entre sí situada al norte de Nueva Zelanda, dentro de la región de Northland. Es denominada así por su enorme longitud, que, si bien no es de noventa millas, como su nombre sugiere, es muy extensa. 

## Geografía y localización
La Playa de las noventa millas está situada dentro del distrito de Far North. Está bañada en su totalidad por las aguas del Mar de Tasmania. Su extremo sur se localiza ocho kilómetros al oeste del pueblo de Kaitaia, mientras su extremo norte se encuentra cinco kilómetros al sur del Cabo Maria Van Diemen, que es el punto más al oeste de la Isla Norte, y uno de los puntos más al norte de Nueva Zelanda. La playa ocupa prácticamente toda la costa occidental de la Península de Auopori. Se encuentra bordeada a lo largo de su extensión por grandes dunas de arena, de hasta 150 metros de alto, y de varios kilómetros de ancho. La mayor parte de estas dunas se mueven, como lo hacen las de los desiertos, salvo en el sur, donde están fijadas por arbustos y hierbas. En el borde interno de estas dunas se encuentran una serie de lagos situados hasta a cuarenta metros de altura sobre el nivel del mar. 
La longitud de la playa, en realidad, no es de noventa millas (aproximadamente 145 kilómetros), sino de sólo 55 millas (unos 88 kilómetros). No existe constancia escrita del origen del nombre de la playa, pero existen teorías que aseguran que el nombre proviene de los primeros misioneros que la cruzaron a caballo, que calcularon su longitud basándose en el tiempo que habían tardado en atravesarla, unos tres días, que, a razón de 30 millas (unos 50 kilómetros) diarias totalizarían 90 millas. Al no tener en cuenta la menor velocidad de los caballos en la arena, la longitud total de la playa fue mal calculada.

## Usos

### Comunicaciones

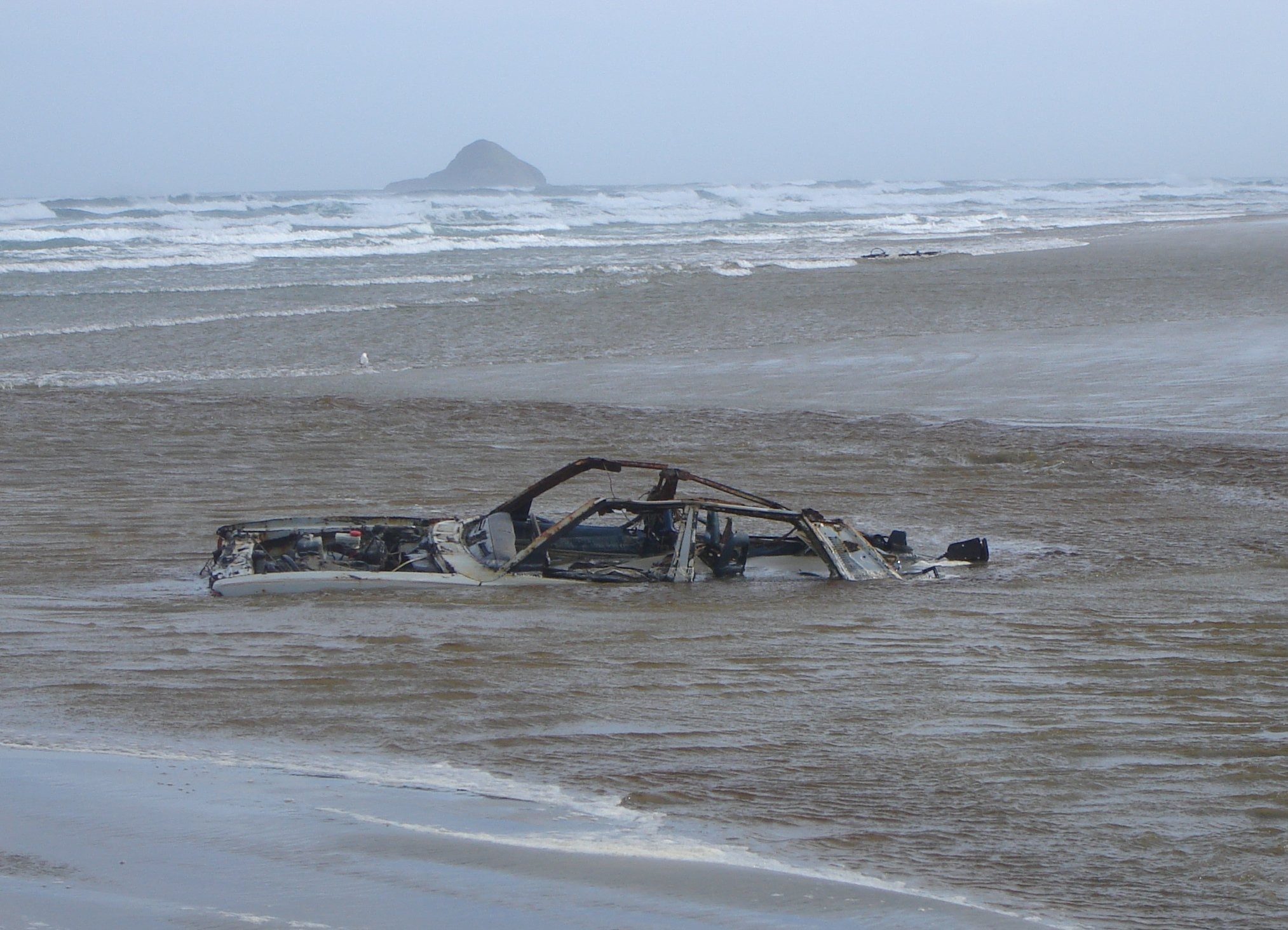
Un coche hundido en la arena de la Playa de las noventa millas

Durante la década de los 30 del siglo XX, la playa, debido a su excepcional longitud, llegó a ser usada como pista de despegue y aterrizaje para los servicios regulares de correo aéreo entre Australia y Nueva Zelanda. Actualmente la playa es transitable por vehículos de motor (incluso sus límites de velocidad están señalizados), y es utilizada como alternativa a la Carretera Estatal N.º 1, bien con fines turísticos o cuando la carretera principal está cortada por inundaciones o corrimientos de tierra. No obstante, circular por la playa puede ser peligroso, debido a que las condiciones meteorológicas y del mar pueden cambiar súbitamente, y atrapar a los vehículos en la arena. Así se advierte en las entradas a la playa. Las compañías de alquiler de coches no suelen permitir el acceso de sus vehículos a la arena. 

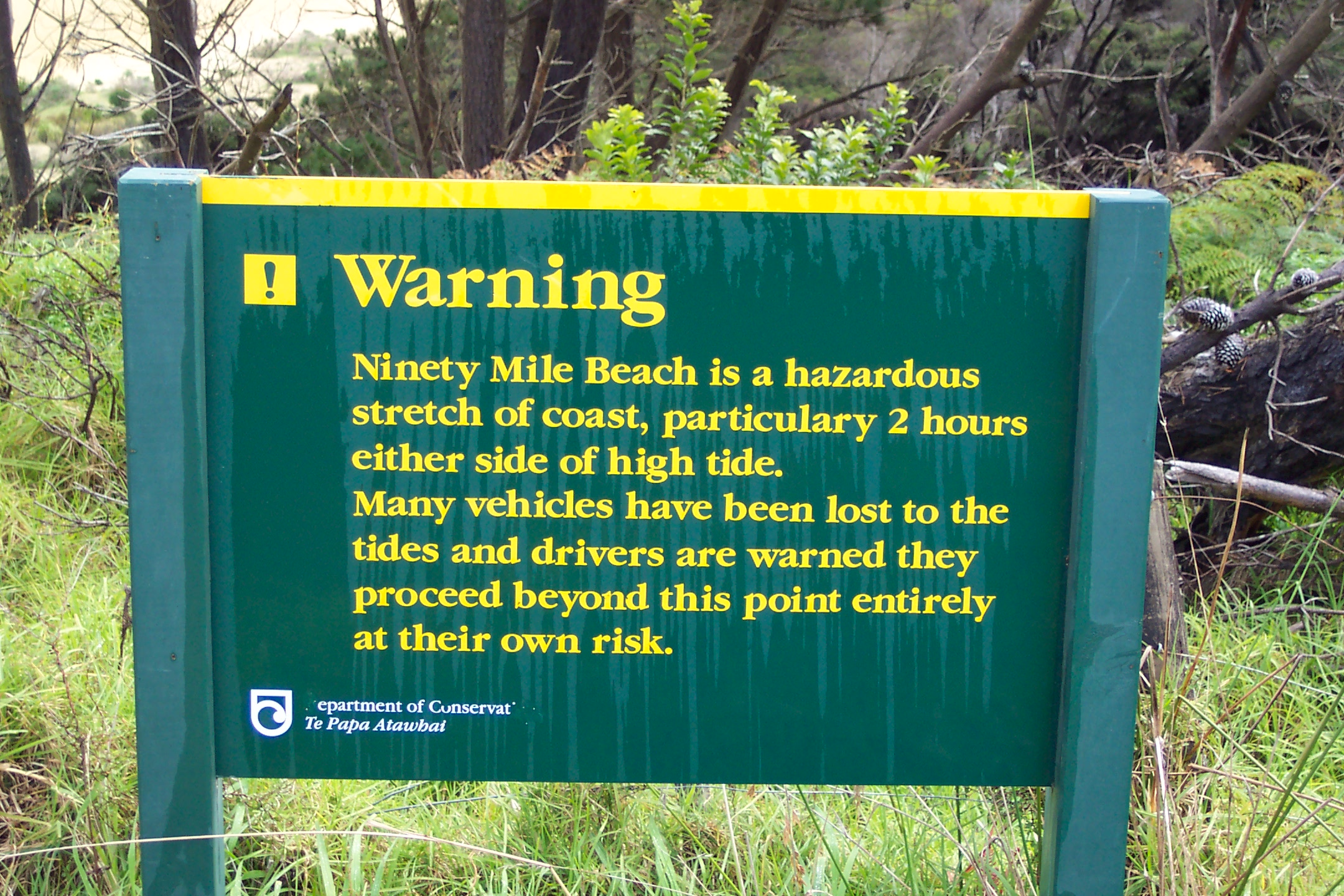
Señal de advertencia en una de las entradas de la Playa, indicando el peligro de circular por la ésta, y advirtiendo al conductor que circula bajo su entera responsabilidad.

Existen cinco entradas y salidas principales de la playa para vehículos a motor. En la mayoría de ellas se advierte a los usuarios de una serie de normas a tener en cuenta para circular con la mayor seguridad posible. Entre ellos están no dejar el coche sólo o no circular en las dos horas anteriores y posteriores a la pleamar.

### Ocio
La Playa de las noventa millas es un popular destino turístico dentro de la región norte de Nueva Zelanda. Al ser transitable, son numerosos los autobuses que circulan por ella cargados de turistas, y también los vehículos particulares que realizan el mismo trayecto.
Las dunas que la rodean, especialmente las de la zona norte, más altas que las del sur, proporcionan al visitante un sorprendente paisaje desértico más propio de otras latitutdes. Debido a su gran altura son utilizadas en ocasiones para practicar el bodyboard.